# 시라야마역
시라야마역(일본어: 白山駅)은 일본 가가와현 기타 군 미키정에 위치한 다카마쓰코토히라 전기철도 나가오 선의 철도역이다. 단선 승강장 1면 1선의 구조를 갖춘 지상역이다.

## 이용 현황
| 승차 인원 추이 | 승차 인원 추이 |
| 연도           | 1일 평균       |
| -------------- | -------------- |
| 2011           | 283            |
| 2012           | 257            |
| 2013           | 274            |
| 2014           | 255            |
| 2015           | 271            |

## 역 주변
- 가가와 현도 10호 다카마쓰나가오오치 선
- 가가와 현도 13호 미키아야가와 선
- 시라야마 신사

## 역사
- 1912년 4월 30일 : 다카마쓰 전기 궤도의 역으로서 개업.
- 1935년 : 교환 설비 설치, 상대식 승강장이 됨.
- 1943년 11월 1일 : 회사 합병에 의해, 다카마쓰 고토히라 전기 철도 나가오 선의 역이 됨.
- 1947년 7월 25일 : 신교지 역 개업에 의해 상대식 설비를 철거.

## 인접 역
| 다카마쓰코토히라 전기철도 나가오 선            | 다카마쓰코토히라 전기철도 나가오 선 | 다카마쓰코토히라 전기철도 나가오 선 |
| ---------------------------------------------- | ----------------------------------- | ----------------------------------- |
| N 13 가쿠엔도리 가와라마치 · 다카마쓰칫코 방면 | ■ 나가오 선                         | 이도 N 15 나가오 방면               |